# Мечеть Токлу Деде
Мечеть Токлу Деде (тур. Toklu Dede Mescidi (где mescit — турецкое слово, обозначающее небольшую мечеть). В османский период и до разрушения в 1929 году здание функционировало как мечеть, а первоначально, в византийскую эпоху, было построено как православная церковь. Посвящение церкви не неизвестно.

## Расположение
Остатки строения расположены в Стамбуле, в районе Фатих, по соседству (тур. Mahalle) Айвансарай. Единственная оставшаяся часть здания — южная стена — заключён в современный дом в Токлу Ибрагим Деде Сокак, внутри городских стен имп. Феодосия, недалеко от берега Золотого Рога, на стыке Влахернской стены и сильно разрушенных стен Золотого Рога.

### Византийский период
Происхождение этого здания, которое было построено на северном подножии шестого холма Константинополя во Влахернском квартале остаётся ко конца не выясненным. Эта маленькая церковь (возможно, часовня) находилась со внутренней стороны стены Ираклия, менее чем в 100 м. к западу от ныне разрушенных ворот Кучук Айвансарай (по-гречески Койлиоменские ворота) Стены Золотого Рога и к востоку от Влахернских ворот. Храм вместе с близлежащей мечетью Атик Мустафа-паша (также изначально византийской церковью) был отождествлён с церковью святой Феклы императорского дворца во Влахернах (греч.: Άγία Θέκλα τοῦ Παλατίου τῶν Βλαχερνών, Hagia Thekla tou Palatiou tōn Vlakhernōn). Однако надо признать, что слишком дальнее расположение от Влахернского дворца, заставляет отвергнуть эту идентификацию. Стилистически постройка относится к Комниновской эпохе (середина — вторая половина XI века). В начале XIV века, во время Палеологов, храм претерпел незначительные архитектурные изменения, было обновлено её фресковое убранство.

### Османский период и современность
После падения Константинополя в 1453 году, между концом XV и началом XVI века, церковь была преобразована в небольшую мечеть (Мескид) Токлу Ибрагимом Деде, бывшим солдатом Мехмеда Завоевателя, который был хранителем соседнего тюрбе Эбу Шейбет уль Худри, погибшего во время первой осады Константинополя арабами.
В 1929 году владелец здания практически полностью его снес, оставив только южную стену и апсиду. После сноса фрески, о существовании которых было известно с 1890 года, снова стали достоянием общественности. Первое обследование останков произошло в 1954 году. По состоянию на 2012 год только сохранившаяся южная стена, заключённая в новое здание, и название дороги, на которой она когда-то лежала, помнят это маленькое строение.

## Описание
Здание имело прямоугольный план с внешними сторонами 14,2 м и 6,7 м. Квадратный однонефный неф увенчан цилиндрическим сводом и перекрыт в центре куполом диаметром около 4 м. Его поддерживали арки, несущие угловые опоры. Нефу предшествовал притвор, а сам он заканчивался на восток вимой и многоугольной апсидой, украшенной изнутри и снаружи неглубокими нишами. План здания в уменьшенном размере аналогичен плану церкви Хора. Кирпичная кладка здания состояла из рядов белых камней, чередующихся рядами красных кирпичей. Внешняя стена была разделена полустолпами и лесенками, увенчанными арками. Церковь была украшена фресками в XIV веке, в том числе изображениями святых Елевферия, Аверкия, Поликарпа, Спиридона, Прокопия и Никиты, некоторые из них обрамлены медальонами. Цилиндрический свод над алтарем был украшен фреской с изображением Рождества Христова.